# Àgora romana d'Atenes
A l'antiga Grècia, l'àgora (grec ἀγορά) era el lloc de mercat i reunió d'una ciutat. El terme correspon al fòrum de la civilització romana.

## Història

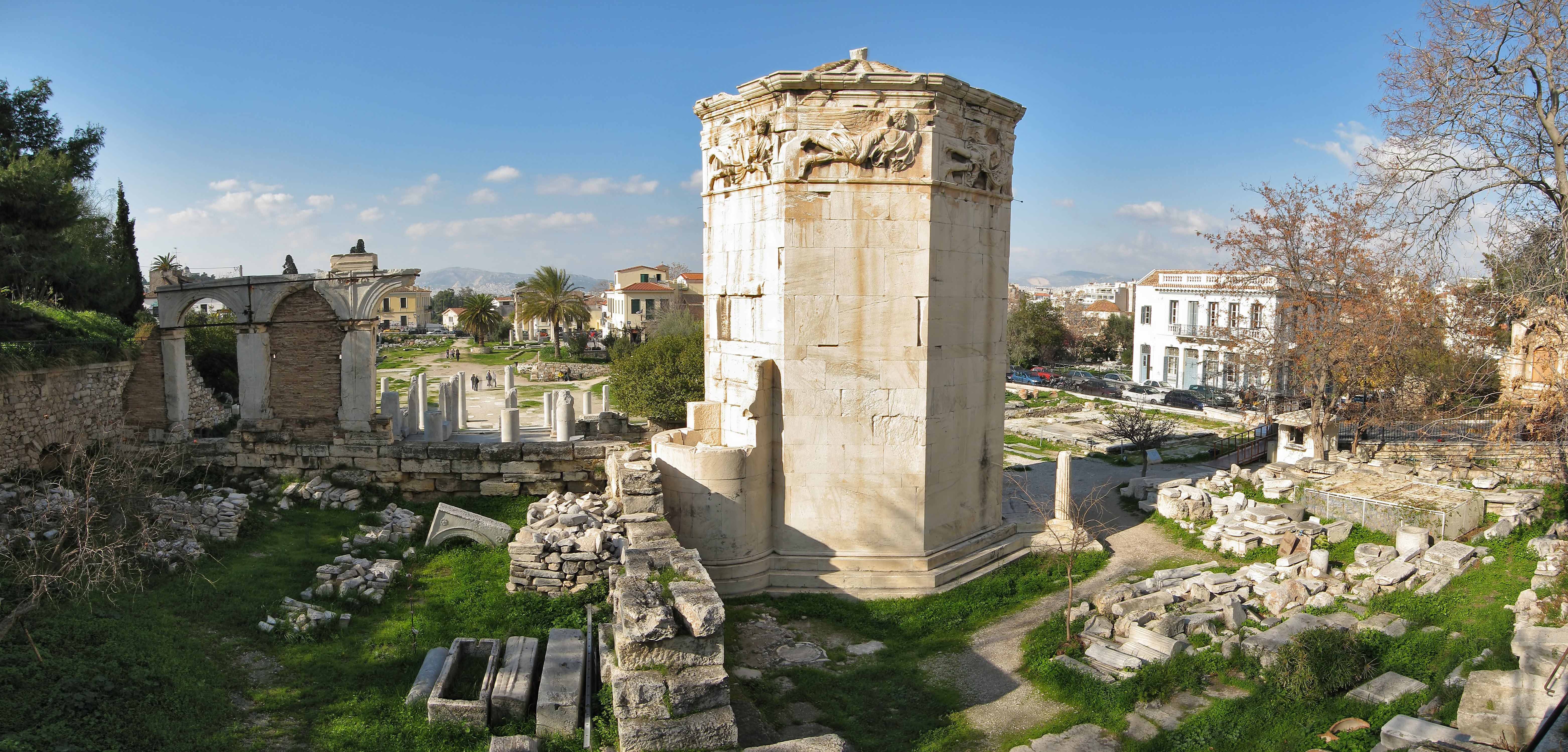
La Torre dels Vents, amb l'Àgora romana en segon pla.

Va haver-hi a Atenes dues àgores veïnes, però diferents. Una és l'Àgora d'Atenes pròpiament dita, que es remunta al segle vi aC. L'altra, establerta sota dominació romana, està situada una mica a l'est de la primera i al nord de l'Acròpoli, a l'actual barri de Plaka, prop de la plaça de Monastiraki.
Va ser construïda sota l'emperador romà August, entre els anys 19 aC i 11 aC, i engrandida per Hadrià, emperador filohel·lè. Després de la invasió dels hèruls, l'any 267, la ciutat d'Atenes es va circumscriure a l'interior de la muralla tardorromana. El centre administratiu i comercial de la ciutat va ser traslladat de l'Àgora antiga a l'Àgora romana.
La pèrdua de tota significació política va determinar una invasió progressiva de l'àgora per part de noves estructures, com estàtues o elements commemoratius. D'aquesta manera, la plaça es va transformar en una espècie de museu de la ciutat i de l'Àtica.
Després, progressivament, en el curs dels períodes romà d'Orient i otomà, s'hi va edificar tot un barri de cases, tallers i esglésies, juntament amb la mesquita de Fethiye. La zona es va excavar al segle xix, enderrocant els edificis moderns.

## Descripció
L'Àgora romana ocupa un ampli espai rectangular, d'111 m × 98 m, envoltat de stoas, que albergaven comerços. Tenia dues entrades: per l'oest a través de la porta d'Atenea Arquegetis; l'accés oriental era un propileu. El lloc incloïa també un mercat.

## Edificis i estructures

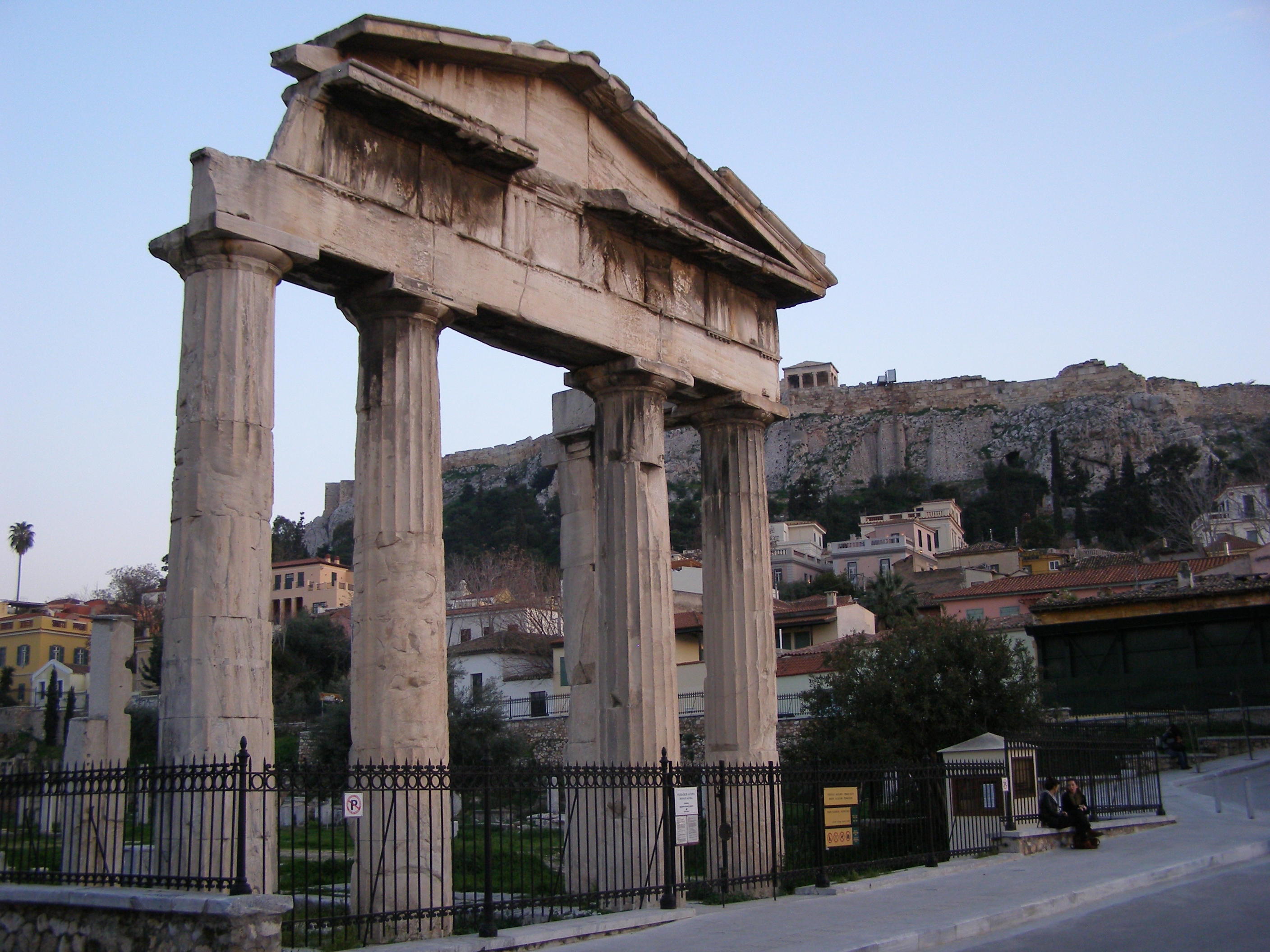
Porta d'Atenea Arquegetis.

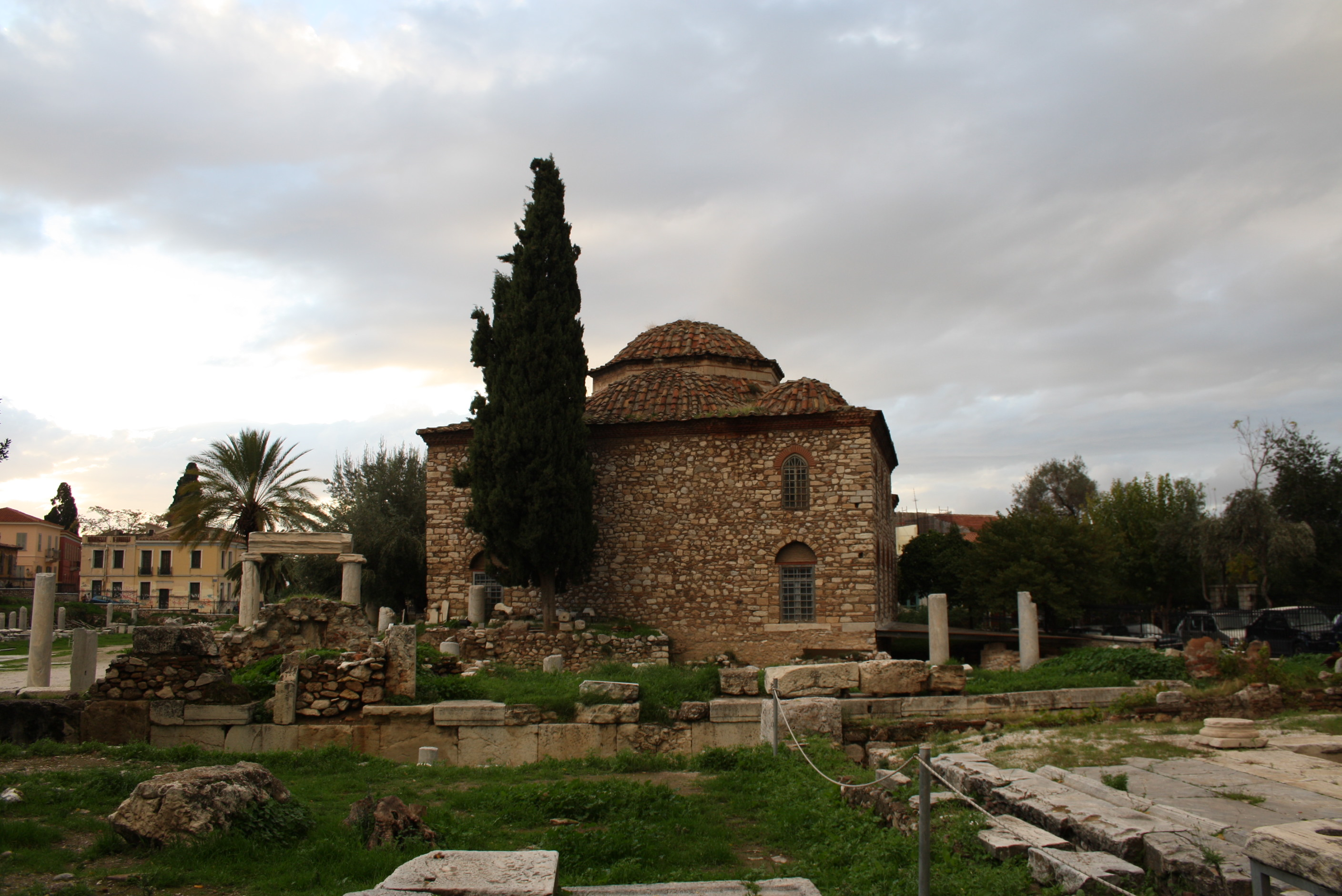
Mesquita de Fethiye, a l'Àgora romana d'Atenes.

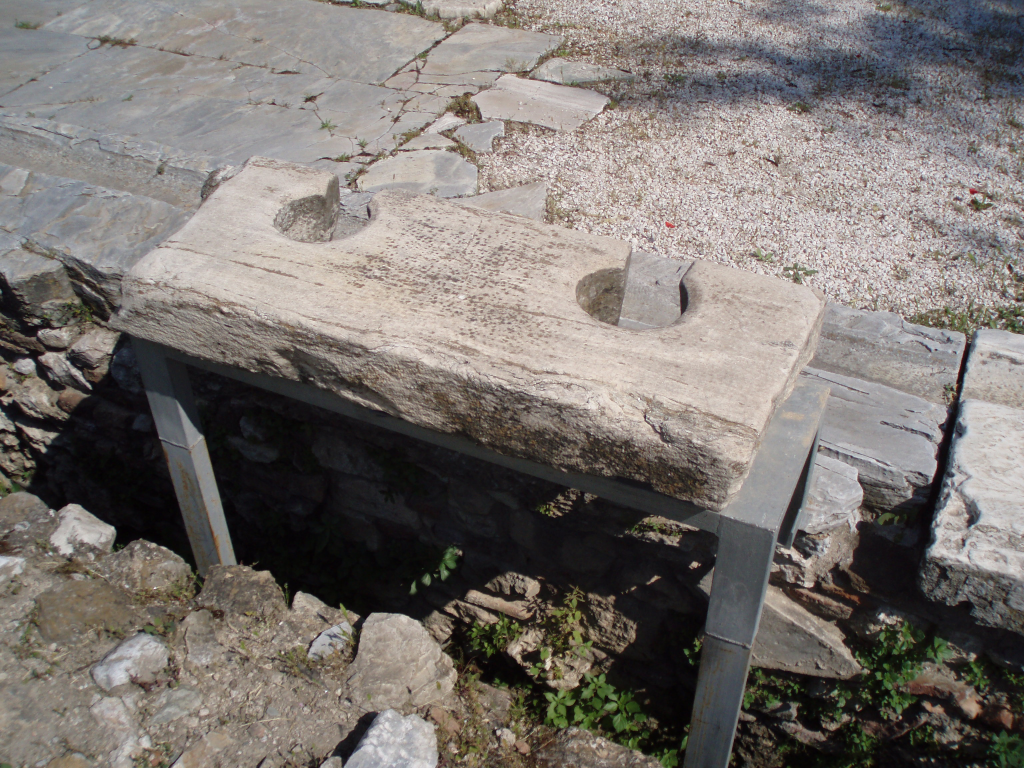
Vestigis de les latrines públiques.

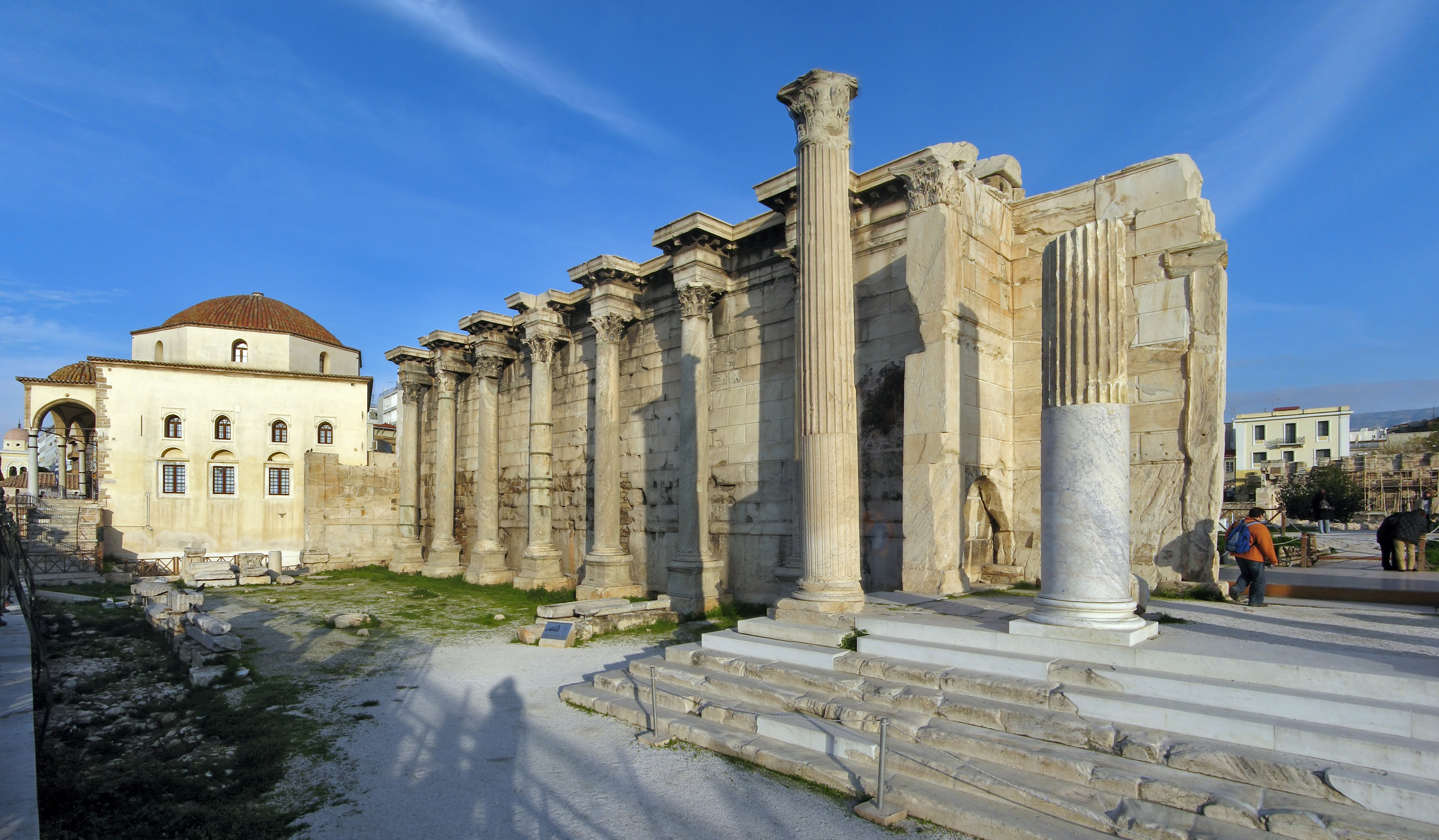
Biblioteca d'Hadrià i mesquita de Tzisdarakis.

### Porta d'Atenea Arquegetis
La Porta d'Atenea Arquegetis és l'entrada occidental a l'Àgora romana d'Atenes. Va ser construïda l'any 11 aC aC, mitjançant donacions de Juli Cèsar i August. Es tracta d'un monument dedicat pels atenesos a la seva patrona, la deessa Atenea Arquegetis. La porta monumental té quatre columnes dòriques sobre un sòcol de marbre pentèlic, que aguanten un ampli frontó.
És considerada com la segona resta més destacada del conjunt, després de la Torre dels Vents.

### Propileu oriental
L'entr11 aCda est a l'Àgora romana va ser erigida entre 19 i 11 aC. Tenia una filera de quatre columnes jòniques de marbre gris de l'Himet.

### Mesquita de Fethiye
A la banda nord de l'Àgora romana es troba la mesquita de Fethiye, construïda en 1456, immediatament després de la conquesta otomana, damunt les ruïnes d'una basílica paleocristiana. Actualment serveix de magatzem dels objectes de les excavacions.

### Agoranomion
Era un edifici rectangular, situat a l'est de l'Àgora romana i datat al segle I. Es conserva la façana, que tenia tres portes amb llindes en arc i una àmplia escala. Una inscripció en l'arquitrau esmenta que l'edifici va ser dedicat al Diví August i a Atenea Arquegetis. Podria identificar-se amb el Sevasteion, és a dir, un edifici per al culte de l'emperador.

### Latrines públiques
S'ubicaven en un edifici de planta rectangular, que data del segle I. Consistien en una avantsala i una sala quadrada amb bancs en els seus quatre costats, proveïts de forats i una canonada de desguàs.

### Torre dels Vents
Fora del rectangle de l'Àgora romana, en el seu costat est, s'alça la Torre dels Vents, del siglo II aC aC., que era un rellotge públic.

### Biblioteca d'Hadrià
Al nord-oest de l'Àgora romana s'estenen les ruïnes de la vasta Biblioteca d'Hadrià.